# Władysława Daniel
Władysława Anna Daniel – polska farmaceutka, dr hab. nauk farmaceutycznych, profesor Instytutu Farmakologii im. Jerzego Maja Polskiej Akademii Nauk.

## Życiorys
W 1977 ukończyła studia farmacji na Wydziale Farmaceutycznym z Oddziałem Analityki Medycznej Akademii Medycznej im. Mikołaja Kopernika w Krakowie, 28 czerwca 1983 obroniła pracę doktorską, w 1992 habilitowała się na podstawie pracy zatytułowanej Farmakokinetyczne aspekty łącznego podawania niektórych leków psychotropowych. 12 marca 2003 uzyskała tytuł profesora nauk farmaceutycznych.
Jest profesorem w Instytucie Farmakologii im. Jerzego Maja Polskiej Akademii Nauk.